# 岡田正昭
岡田 正昭（おかだ まさあき、1945年10月26日 - ）は、日本の経営者。アサヒ飲料社長、会長を務めた。

## 来歴・人物
神奈川県出身。芝中学校・高等学校を経て1968年に早稲田大学第一商学部を卒業し、同年にアサヒビールに入社。1999年3月に取締役に就任し、2000年3月にはニッカウヰスキー常務に就任し、2001年3月にはアサヒビールに戻り、執行役員に就任し、2002年3月に常務、2004年3月に専務を経て、2006年3月にアサヒ飲料社長に就任。2010年3月に会長に就任。